# Liste der Träger des Ordens von Oranien-Nassau (Großoffizier)
Die Liste der Träger des Ordens von Oranien-Nassau führt alle Träger des niederländischen Ordens von Oranien-Nassau in der Klasse Großoffizier (Grootofficier) auf:

## A
- Jan van Aartsen (1965)
- Wil Albeda (1990)
- Jacob Algera (1958)
- Marius van Amelsvoort (1994)

## B
- Johan Willem Beyen (21. November 1956)
- Frans Beelaerts van Blokland (31. August 1926)
- Hugo Willibrord Bloemers (1973)
- Nico Blom (29. April 1965)
- Hans de Boer (1982)
- Kees Boertien (1992)
- Willem Boetje
- Jim de Booy (1953)
- Isaac van den Bosch
- Christiaan ten Bosch
- Huibert Gerard Boumeester (29. August 1893)
- Jan van den Brink (1915–2006), Wirtschaftsminister
- Adrianus Cornelis de Bruijn (1956)
- Jaap Burger (1979)
- Cornelis van den Bussche (1938)

## C
- Michael Rudolph Hendrik Calmeyer (1963)
- François de Casembroot (1817–1895), Kanzler des Niederländischen Ordens (verliehen mit den Schwerten)

## D
- Piet Dankert (1994)
- Laurentius Nicolaas Deckers (1937)
- Willem Karel van Dedem
- Daniël Appolonius Delprat
- Jannes Johannes Cornelis van Dijk (1939)
- Kees van Dijk (1989)
- Wim Dik (2000)
- Piet Hein Donner (2018)
- Sipko Drijber (1933)

## E
- Edzo Hommo Ebels (1954)
- Wim van Eekelen (1988)

## F
- Eduard Fokker (1928)

## G
- Wilhelm Friedrich de Gaay Fortman (1978)
- Til Gardeniers-Berendsen (1982)
- James M. Gavin
- Johan Herman Geertsema Czn. (1892)
- Molly Geertsema (1983)
- Henri Gelissen (1964)
- Lubbertus Götzen (1940)
- Peter Graaff (1936–2014), Befehlshaber der Landstreitkräfte (verliehen mit den Schwertern)
- Frederik Lambertus Geerling (1892)
- Carel Coenraad Geertsema
- Louis Gericke van Herwijnen

## J
- Cor de Jager
- Bonifacius Cornelis de Jonge (1875–1958)

## H
- Jan Dirk van der Harten
- Ad Hermes (1929–2002), Staatssekretär
- Jan van der Hoeve (1948)
- Rudolf Hüttebräuker (1904–1996), Staatssekretär im Bundesministerium für Ernährung, Landwirtschaft und Forsten
- Johannes Linthorst Homan
- Govert Huyser (1988)

## K
- Jacob Adriaan Kalff
- Jan Kan (1925)
- Jan M. Kan (1976)
- Marga Klompé (1963)
- Hans Kolfschoten (1903–1984), Justizminister (verliehen am 2. September 1968)
- Henk Koning (1989)
- Hans de Koster (1973)
- Gunther Krichbaum (2007), Vorsitzender des Europaausschusses des Deutschen Bundestages
- Neelie Kroes (1989)

## L
- Gerard van Leijenhorst (1989)
- Jan Tijmens Linthorst Homan (1931)
- Harry Linthorst Homan (1970)
- Hans Linthorst Homan (1931)

## M
- Victor Marijnen (1965)
- Albert Bruce Matthews (1945)

## N
- Klaus Naumann, KBE (* 1939), General a. D. des Heeres der Bundeswehr
- Octaaf van Nispen tot Sevenaer (1933)

## P
- Jacob Adriaan Nicolaas Patijn (1939)
- Harry Peschar
- Frits Philips (1905–2005), Unternehmer
- Cornelis Pijnacker Hordijk
- Jan Willem de Pous (1985)

## Q
- Johan Willem Quarles van Ufford (1946)
- Jan de Quay (1963)
- Theo Quené (1996)

## R
- Hedzer Rijpstra (1982)
- Carl Romme (1961)
- Manfred Rommel (1982), ehemaliger Stuttgarter Oberbürgermeister
- Charles van Rooy (1977)

## S
- Maan Sassen
- Heije Schaper (1967)
- Willem Schermerhorn (1946)
- Hendrik Adriaan Schippers
- Jan Schouten (1953)
- Jo Schouwenaar-Franssen (1965)
- Jan Rudolph Slotemaker de Bruine (1939)
- Jens Spahn (2007)[1]
- Max Steenberghe (1946)
- Max van der Stoel (1924–2011), Außenminister (verliehen am 9. September 1982)
- Teun Struycken (1959)
- Ko Suurhoff (1958)

## T
- Morris Tabaksblat (1999)
- Frans-Jozef van Thiel (1964)
- Ed van Thijn (1994)
- Edzo Toxopeus (1980)
- Maurits Troostwijk (1984)

## U
- Joop den Uyl (1982)

## V
- Chris van Veen (1984)
- Pieter Verdam (1980)
- Willem de Vlugt (1929)
- Anne Vondeling (1974)
- Arthur Eduard Joseph van Voorst tot Voorst
- Maarten Vrolijk (1984)

## W
- Gerard van Walsum (1900–1980), Bürgermeister der Stadt Rotterdam (verliehen 1965)
- Charles Welter (1933)
- Hans Wiegel (1941–2025), Präsident der Versorgungskasse (verliehen 1994)
- Volker Wieker (* 1954), Generalinspekteur der Bundeswehr (verliehen 2017)
- Robbie Wijting
- Jacob Adriaan de Wilde (1939)
- Herman Witte (1959)

## Z
- Henk Zeevalking (1922–2005), Minister für Verkehr und Wasserwirtschaft
- Piet van Zeil (1986)